# Cortivazol
Cortivazol là một phối tử chủ vận có ái lực cao đối với thụ thể glucocorticoid và do đó được phân loại là glucocorticoid.
Nó đôi khi được viết tắt là "CVZ".